# Теневое напыление

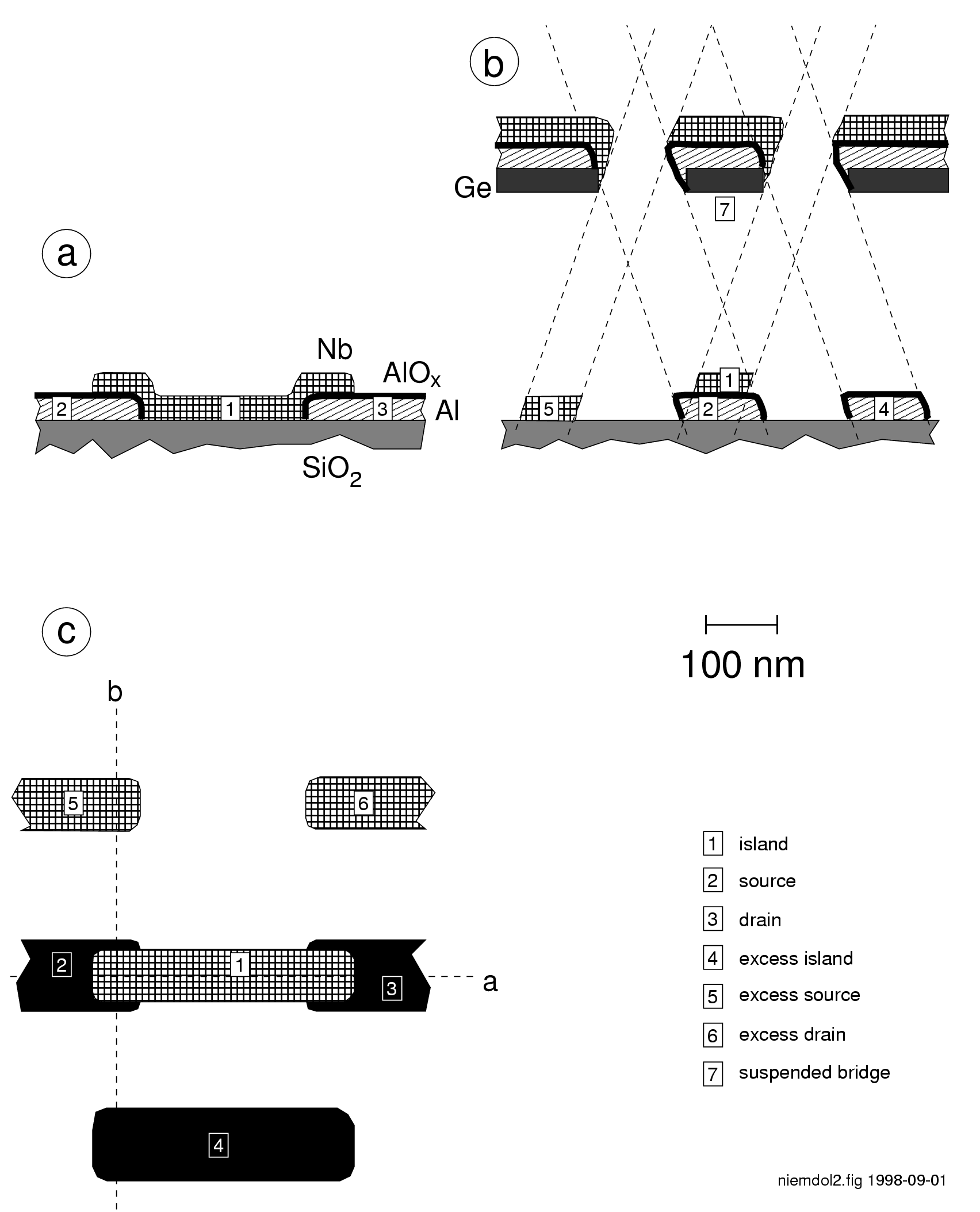
Теневое напыление для изготовления одноэлектронных транзисторов. (а) Вид сбоку, разрез влоль токового пути. (б) Вид сбоку, разрез перпендикулярно току, показывающий маску из резиста и слои, нанесённые на неё во время напыления (изменение её поперечного сечения). (c) Вид сверху с указанием секущих плоскостей для видов проекций (а) и (б).

Теневое напыление (метод Нимейера — Долана, напыление под углом) — метод тонкоплёночной литографии для создания перекрывающихся структур нанометрового размера.
В этом методе используется маска, которая подвешивается над подложкой (см. рисунок). Маска может быть сформирована из двух или более слоёв резиста, что позволяет создать необходимое экстремальное по глубине подтравление. В зависимости от угла напыления теневое изображение маски проецируется в разные места на подложке. Тщательно выбирая угол для каждого наносимого материала, можно проецировать соседние отверстия в маске в одно и то же положение, создавая наложение двух тонких плёнок на подложке с чётко определённой геометрией.
Усилия по созданию многослойных структур осложняются необходимостью согласования каждого слоя с нижележащими; поскольку все отверстия находятся на одной и той же маске, теневое напыление уменьшает эту трудность, поскольку слои самовыравниваются. Кроме того, это позволяет хранить подложку в условиях высокого вакуума, поскольку нет необходимости повышать давление для переключения между несколькими масками. Из-за своих недостатков, в том числе ограничений на плотность элементов из-за избыточного испарения материала, теневое напыление обычно подходит только для очень грубой интеграции.

## Применение
Теневое напыление используется для создания многослойных тонкоплёночных электронных наноструктур, таких как квантовые точки и туннельные переходы.